# گوادشه
گوادشه (به لاتین: Gładysze) یک روستا در لهستان است که در گمینا ویلچنتا واقع شده‌است. گوادشه ۳۱۴ نفر جمعیت دارد.